# Čierna hora (monts de Levoča)
Pour les articles homonymes, voir Čierna hora.
La Čierna hora est un pic des monts de Levoča (slovaque : Levočské vrchy),  dont il est le point culminant avec 1 289 mètres d'altitude.